# 10000 lépés
1969-ben jelent meg a 10000 lépés, az Omega második magyar nagylemeze. Az albumot az együttes beat-korszakának csúcsának tartják, olyan slágerekkel, mint a Gyöngyhajú lány és a Petróleumlámpa. A dalokból 1970-ben TV-műsor is készült Tízezer lépés – Omega Show címmel. A mikrobarázdás hanglemezen megjelent első kiadás kinyitható borítóban került az üzletekbe; eredetileg tartozik hozzá egy összehajtható leporelló, ami a hat zenész fekete-fehér fényképeit tartalmazza.
Az album először 1992-ben jelent meg CD-n, majd 2003-ban az Antológia-sorozatban jelent meg a bővített kiadás, melyen a nagylemez 10 felvétele mellett 5 kislemezdal is helyet kapott 1968–1969-ből.

## Az album dalai
Az album dalait Presser Gábor és Adamis Anna írta, kivéve azokat, melyek szerzői jelölve vannak.

### Első oldal
1. Petróleum lámpa – 3:17
2. Gyöngyhajú lány – 5:50
3. Tűzvihar (Molnár György/Adamis Anna) – 3:10
4. Udvari bolond kenyere – 3:32
5. Kérgeskezű favágók (Laux József/Presser Gábor) – 8:16 (instrumentális)

### Második oldal
1. Tékozló fiúk – 4:34
2. Tízezer lépés – 6:14 (ének: Presser)
3. 1958-as boogie-woogie klubban – 2:20 (ének: Presser)
4. Spanyolgitár legenda (Mihály Tamás/Adamis Anna) – 3:25 (ének: Mihály)
5. Félbeszakadt koncert (Kóbor János/Adamis Anna) – 3:58

### Bónuszdalok a 2003-as kiadáson
A 2003-as Antológia-sorozatban megjelent felújított kiadásra felkerültek 1968–1969-ben megjelent kislemezdalok is. Ezek Presser Gábor és Adamis Anna szerzeményei, kivéve a Nem tilthatom meg, melynek szövegét S. Nagy István írta. Érdekes, hogy a Halott virágok az első nagylemezen is megjelent (igaz a nagylemezes változat kissé eltérő).
1. Halott virágok – 1:56
2. Nem tilthatom meg (Presser Gábor/S. Nagy István) – 4:14
3. Volt egy bohóc – 4:09
4. Régi csibészek – 2:35
5. Naplemente – 4:05

## Az albumhoz kapcsolódó kislemezek
| A oldal                | B oldal                       | Év   | Kiadó             | Sorszám    | Megjegyzések            |
| ---------------------- | ----------------------------- | ---- | ----------------- | ---------- | ----------------------- |
| Régi csibészek         | Naplemente                    | 1969 | MHV Qualiton      | SP 590     |                         |
| Ten Thousand Paces     | The Jester’s Daily Bread      | 1970 | MHV Qualiton      | SP 724     |                         |
| Dead (Are the) Flowers | The Prodigal Son              | 1970 | MHV Qualiton      | SP 725     |                         |
| Pearls in Her Hair     | Petroleum Lantern             | 1970 | MHV Qualiton      | SP 726     |                         |
| Pearls in Her Hair     | Petroleum Lantern             | 1970 | JVC               | JET 2026 S | Japán kiadású kislemez. |
| Petróleumlámpa         | Gyöngyhajú lány               | 1970 | MHV Pepita        | SP 736     |                         |
| Pearls in Her Hair     | The Lying Girl                | 1973 | Bellaphon Records | BF 18172   |                         |
| Perlen im Haar         | Perlen im Haar (Instrumental) | 1973 | Bellaphon Records | BL 11261   |                         |

## Kiadások
| Év   | Kiadó           | Formátum | Sorszám              | Megjegyzések |
| ---- | --------------- | -------- | -------------------- | --- |
| 1969 | MHV Qualiton    | LP       | (S)LPX 17400         | Az album első (monó) változatát citromsárga színű qualitonos címkével adták ki. Később jelentették meg a sztereó változatot citrom, valamint narancssárga Qualiton által ellátott lemezcímkével. A borítón nem változtattak, csak egy matricát ragasztottak a sztereó verzióra! |
| 1982 | MHV Krém        | LP       | SLPX 17400           | Egyenborítós kiadás az MHV nosztalgiasorozatában. |
| 1987 | MHV Favorit     | LP       | SLPM 37064           | Omega 1968–1973 – Az Omega összes nagylemeze I. |
| 1992 | Hungaroton Mega | CD       | HCD 37585 (92/M-037) | |
| 1994 | Hungaroton Mega | CD       | HCD 37629            | Omega 1968–1973 – Az Omega összes nagylemeze I. |
| 1996 | Hungaroton      | MC       | MK 37585             | |
| 2003 | Hungaroton      | CD       | HCD 17400            | Felújított kiadás bónuszdalokkal, az Antológia vol. 1. 1965–1970 – Beat albumok részeként és önállóan is megjelent. |
| 2015 | Hungaroton      | CD       |                      | LP Anthology – Az Omega első 13 albumának gyűjteményes kiadása, az eredeti lemezek hangzásával és dallistájával. |

## Közreműködők
- Omega:
  - Benkő László – trombita, furulya, zongora, vokál
  - Kóbor János – ének, ritmusgitár
  - Laux József – dobok, ütőhangszerek
  - Mihály Tamás – basszusgitár, ének, vokál
  - Molnár György – gitár
  - Presser Gábor – ének, vokál, orgona, zongora
- Tolcsvay László – szájharmonika (1.)

### Produkció
- Lukács János – hangmérnök
- Juhász István – zenei rendező
- Zaránd Gyula – fényképek
- Mester Miklós – borítógrafika